# Regering-Fabius
De regering–Fabius (Frans: Gouvernement Laurent Fabius) was de regering van de Franse Republiek van 17 juli 1984 tot 20 maart 1986.
| Ambtsbekleder                         | Ambtsbekleder           | Ambtsbekleder                  | Functie(s)                             | Ambtstermijn      | Ambtstermijn      | Partij |
| ------------------------------------- | ----------------------- | ------------------------------ | -------------------------------------- | ----------------- | ----------------- | ------ |
|                                       | Laurent Fabius          | Laurent Fabius (1946)          | Premier                                | 17 juli 1984      | 20 maart 1986     | PS     |
|                                       | Gaston Defferre         | Gaston Defferre (1910–1986)    | Minister van Staat                     | 17 juli 1984      | 20 maart 1986     | PS     |
| Minister van Ruimtelijke Ordening     | Gaston Defferre         | Gaston Defferre (1910–1986)    |                                        | 17 juli 1984      | 20 maart 1986     | PS     |
|                                       | Pierre Joxe             | Pierre Joxe (1934)             | Minister van Binnenlandse Zaken        | 17 juli 1984      | 20 maart 1986     | PS     |
|                                       | Claude Cheysson         | Claude Cheysson (1920–2012)    | Minister van Buitenlandse Zaken        | 21 mei 1981       | 8 december 1984   | PS     |
|                                       | Roland Dumas            | Roland Dumas (1922)            | Minister van Buitenlandse Zaken        | 8 december 1984   | 20 maart 1986     | PS     |
|                                       | Pierre Bérégovoy        | Pierre Bérégovoy (1925–1993)   | Minister van Financiën                 | 17 juli 1984      | 20 maart 1986     | PS     |
| Minister van Economische Zaken        | Pierre Bérégovoy        | Pierre Bérégovoy (1925–1993)   |                                        | 17 juli 1984      | 20 maart 1986     | PS     |
| Minister voor Begrotingszaken         | Pierre Bérégovoy        | Pierre Bérégovoy (1925–1993)   |                                        | 17 juli 1984      | 20 maart 1986     | PS     |
|                                       | Charles Hernu           | Charles Hernu (1923–1990)      | Minister van Defensie                  | 21 mei 1981       | 20 september 1985 | PS     |
|                                       | Paul Quilès             | Paul Quilès (1942–2021)        | Minister van Defensie                  | 20 september 1985 | 20 maart 1986     | PS     |
|                                       | Robert Badinter         | Robert Badinter (1928)         | Minister van Justitie                  | 22 juni 1981      | 19 februari 1986  | PS     |
| Zegelbewaarder                        | Robert Badinter         | Robert Badinter (1928)         |                                        | 22 juni 1981      | 19 februari 1986  | PS     |
|                                       |                         | Michel Crépeau (1930–1999)     | Minister van Justitie                  | 19 februari 1986  | 20 maart 1986     | PRG    |
| Zegelbewaarder                        |                         | Michel Crépeau (1930–1999)     |                                        | 19 februari 1986  | 20 maart 1986     | PRG    |
|                                       | Édith Cresson           | Édith Cresson (1934)           | Minister van Buitenlandse Handel       | 23 maart 1983     | 20 maart 1986     | PS     |
| Minister voor Industriële Zaken       | Édith Cresson           | Édith Cresson (1934)           | 17 juli 1984                           |                   | 20 maart 1986     | PS     |
|                                       |                         | Michel Delebarre (1946)        | Minister van Arbeid en Werkgelegenheid | 17 juli 1984      | 20 maart 1986     | PS     |
|                                       | Georgina Dufoix         | Georgina Dufoix (1942)         | Minister van Sociale Zaken             | 17 juli 1984      | 20 maart 1986     | PS     |
|                                       | Jean-Pierre Chevènement | Jean-Pierre Chevènement (1939) | Minister van Onderwijs                 | 17 juli 1984      | 20 maart 1986     | PS     |
|                                       | Paul Quilès             | Paul Quilès (1942–2021)        | Minister van Transport                 | 17 juli 1984      | 20 september 1985 | PS     |
| Minister van Huisvesting              | Paul Quilès             | Paul Quilès (1942–2021)        | 3 oktober 1983                         |                   | 20 september 1985 | PS     |
| Minister voor Stedelijke Ontwikkeling | Paul Quilès             | Paul Quilès (1942–2021)        | 3 oktober 1983                         |                   | 20 september 1985 | PS     |
|                                       | Jean Auroux             | Jean Auroux (1942)             | Minister van Transport                 | 20 september 1985 | 20 maart 1986     | PS     |
| Minister van Huisvesting              | Jean Auroux             | Jean Auroux (1942)             |                                        | 20 september 1985 | 20 maart 1986     | PS     |
| Minister voor Stedelijke Ontwikkeling | Jean Auroux             | Jean Auroux (1942)             |                                        | 20 september 1985 | 20 maart 1986     | PS     |
|                                       | Michel Rocard           | Michel Rocard (1930–2016)      | Minister van Landbouw en Visserij      | 23 maart 1983     | 5 april 1985      | PS     |
|                                       | Henri Nallet            | Henri Nallet (1939)            | Minister van Landbouw en Visserij      | 5 april 1985      | 20 maart 1986     | PS     |
|                                       | Huguette Bouchardeau    | Huguette Bouchardeau (1935)    | Minister van Milieu                    | 17 juli 1984      | 20 maart 1986     | PSU    |
|                                       | Hubert Curien           | Hubert Curien (1924–2005)      | Minister van Onderzoek en Technologie  | 17 juli 1984      | 20 maart 1986     | O      |
|                                       | Jack Lang               | Jack Lang (1939)               | Minister van Cultuur                   | 8 december 1984   | 20 maart 1986     | PS     |
|                                       | Roland Dumas            | Roland Dumas (1922)            | Minister voor Europese Zaken           | 17 juli 1984      | 8 december 1984   | PS     |
|                                       |                         | Michel Crépeau (1930–1999)     | Minister voor Midden- en Kleinbedrijf  | 23 maart 1983     | 19 februari 1986  | PRG    |
| Minister voor Toerisme                | 17 juli 1984            | Michel Crépeau (1930–1999)     |                                        |                   | 19 februari 1986  | PRG    |
| Minister voor Beroepsopleiding        | 17 juli 1984            | Michel Crépeau (1930–1999)     |                                        |                   | 19 februari 1986  | PRG    |
|                                       | Jean-Marie Bockel       | Jean-Marie Bockel (1950)       | Minister voor Midden- en Kleinbedrijf  | 19 februari 1986  | 20 maart 1986     | PS     |
| Minister voor Toerisme                | Jean-Marie Bockel       | Jean-Marie Bockel (1950)       |                                        | 19 februari 1986  | 20 maart 1986     | PS     |
| Minister voor Beroepsopleiding        | Jean-Marie Bockel       | Jean-Marie Bockel (1950)       |                                        | 19 februari 1986  | 20 maart 1986     | PS     |
|                                       | Edgard Pisani           | Edgard Pisani (1918–2016)      | Minister voor Nieuw-Caledonië          | 20 mei 1985       | 20 maart 1986     | PS     |